# Henry Percy, VII duca di Northumberland
Henry Percy, VII duca del Northumberland (Coventry, 25 maggio 1846 – Coventry, 14 maggio 1918), è stato un funzionario britannico.

## Biografia
Era figlio di Algernon Percy, VI duca di Northumberland, e di sua moglie, Lady Louisa Drummond, figlia di Henry Drummond. Suo zio era Francis Edwin FitzConan Drummond. Divenne noto con il titolo di cortesia Lord Lovaine quando suo nonno successe nel ducato di Northumberland nel 1865 e come conte Percy quando suo padre successe nel ducato nel 1867.

## Carriera
Dopo aver studiato all'Eton College, Percy entrò in Parlamento rappresentando il collegio di North Northumberland nel 1868. Nel 1874 prestò giuramento nel Consiglio Privato e fu nominato Treasurer of the Household sotto Benjamin Disraeli, incarico che mantenne fino al 1875. Dal 1879 al 1883 fu Presidente del National Union of Conservative and Constitutional Associations. Il seggio del Northumberland North fu abolito nel 1885 e Percy non fu eletto per un altro collegio. Due anni dopo fu convocato alla Camera dei lord tramite atto d'accelerazione nella baronia di Lovaine di suo padre.
Dal 1909 fu nominato consigliere comunale del Middlesex County Council.
Percy successe nel ducato nel 1899 alla morte di suo padre e lo stesso anno fu nominato cavaliere dell'Ordine della Giarrettiera. In seguito prestò servizio come Lord luogotenente di Northumberland (1904-1918) e fu Lord High Steward all'incoronazione di Giorgio V nel 1911, dove portò la corona di Sant'Edoardo. Fu Presidente del Board of Governors del Durham University College of Science nel 1902 e dal 1913 fu anche il secondo Cancelliere dell'Università di Durham.
Fu presidente della Guildford Agricultural Association dal 1902.
Fu colonnello onorario del 2nd Northumberland (Percy) Artillery Volunteers fino a quando non fu sciolto nell'ottobre 1902.

## Matrimonio
Sposò, il 23 dicembre 1868, Lady Edith Campbell (7 novembre 1849-6 luglio 1913), figlia di George Campbell, VIII duca di Argyll. Ebbero tredici figli:
- Lady Louisa Elizabeth Percy (7 novembre 1869-29 novembre 1893);
- Lady Edith Eleanor Percy (7 novembre 1869-2 aprile 1937);
- Henry Algernon George Percy, conte Percy (21 gennaio 1871-30 dicembre 1909);
- Lady Margaret Percy (30 agosto 1873-29 gennaio 1934);
- Lady Victoria Alexandra Percy (12 febbraio 1875-18 gennaio 1958), sposò Sir Robert Tidmarsh;
- On. Josceline Percy (26 gennaio 1876-31 gennaio 1898);
- On. Ralph William Percy (9 marzo 1877-28 marzo 1889);
- Lady Mary Percy (30 agosto 1878-18 marzo 1965), sposò Aymer Edward Maxwell, ebbero quattro figli[1][14];
- Alan Percy, VIII duca di Northumberland (17 aprile 1880-23 agosto 1930);
- Lord William Richard Percy (17 maggio 1882-8 febbraio 1963), sposò Mary Swinton, ebbero due figli;
- Lord James Percy (6 gennaio 1885-20 maggio 1903);
- Eustace Percy, I barone Percy di Newcastle (21 marzo 1887-3 aprile 1958), sposò Stella Drummond, ebbero due figlie;
- Lady Muriel Evelyn Nora Percy (14 luglio 1890-23 novembre 1956).

Il primo, Henry Algernon percy, Lord Lovaine, fu un celebre diplomatico britannico e concluse nel 1909, stesso anno in cui morì, una pace tra Inghilterra e Malaysia; il secondo, Alan Ian Percy, VIII duca del Northumberland, ereditò il titolo ducale e fu pure un ottimo amministratore del catasto sotto Giorgio V e Giorgio VI, mentre il terzo, Eustache Sutherland Campbell-Percy, I barone di Percy di Newcastle, combatté come ufficiale la prima guerra mondiale in Francia e appoggiò il corpo di spedizione britannico di Sir Huberth de la Poer-Gough in aiuto dei monarchici estoni di Pavel Rafailovič Bermondt-Avalov e Rüdiger von der Goltz.

## Ascendenza
|                                              |                    |                                              | Genitori                              |  |  | Nonni |  |  | Bisnonni                              |  |  | Trisnonni                                |  |
|                                              |                    |                                              |                                       |  |  |       |  |  | 8. Algernon Percy, I conte di Beverly |  |  | 16. Hugh Percy, I duca di Northumberland |  |
|                                              |                    |                                              |                                       |  |  |       |  |  | 8. Algernon Percy, I conte di Beverly |  |  | 16. Hugh Percy, I duca di Northumberland |  |
|                                              |                    | 17. Elizabeth Seymour, II baronessa Percy    |                                       |  |  |       |  |  | 8. Algernon Percy, I conte di Beverly |  |  |                                          |  |
| 4. George Percy, V duca di Northumberland    |                    |                                              |                                       |  |  |       |  |  | 8. Algernon Percy, I conte di Beverly |  |  |                                          |  |
|                                              |                    | 9. Isabella Susan Burrell                    | 18. Peter Burrell                     |  |  |       |  |  |                                       |  |  |                                          |  |
|                                              |                    | 9. Isabella Susan Burrell                    | 18. Peter Burrell                     |  |  |       |  |  |                                       |  |  |                                          |  |
|                                              |                    | 9. Isabella Susan Burrell                    | 19. Elizabeth Lewis                   |  |  |       |  |  |                                       |  |  |                                          |  |
| 2. Algernon Percy, VI duca di Northumberland |                    | 9. Isabella Susan Burrell                    |                                       |  |  |       |  |  |                                       |  |  |                                          |  |
|                                              |                    | 10. James Archibald Stuart                   | 20. John Stuart, III conte di Bute    |  |  |       |  |  |                                       |  |  |                                          |  |
|                                              |                    | 10. James Archibald Stuart                   | 20. John Stuart, III conte di Bute    |  |  |       |  |  |                                       |  |  |                                          |  |
|                                              |                    | 10. James Archibald Stuart                   | 21. Mary Wortley Montagu              |  |  |       |  |  |                                       |  |  |                                          |  |
| 5. Louisa Stuart-Wortley                     |                    | 10. James Archibald Stuart                   |                                       |  |  |       |  |  |                                       |  |  |                                          |  |
|                                              |                    | 11. Margaret Cunynghame                      | 22. David Cunynghame, III baronetto   |  |  |       |  |  |                                       |  |  |                                          |  |
|                                              |                    | 11. Margaret Cunynghame                      | 22. David Cunynghame, III baronetto   |  |  |       |  |  |                                       |  |  |                                          |  |
|                                              |                    | 11. Margaret Cunynghame                      | 23. Mary Montgomerie                  |  |  |       |  |  |                                       |  |  |                                          |  |
| 1. Henry Percy, VII duca di Northumberland   |                    | 11. Margaret Cunynghame                      |                                       |  |  |       |  |  |                                       |  |  |                                          |  |
|                                              | 12. Henry Drummond | 24. Henry Drummond                           |                                       |  |  |       |  |  |                                       |  |  |                                          |  |
|                                              | 12. Henry Drummond | 24. Henry Drummond                           |                                       |  |  |       |  |  |                                       |  |  |                                          |  |
|                                              | 12. Henry Drummond | 25. Elizabeth Compton                        |                                       |  |  |       |  |  |                                       |  |  |                                          |  |
| 6. Henry Drummond                            | 12. Henry Drummond |                                              |                                       |  |  |       |  |  |                                       |  |  |                                          |  |
|                                              |                    | 13. Anne Dundas                              | 26. Henry Dundas, I visconte Melville |  |  |       |  |  |                                       |  |  |                                          |  |
|                                              |                    | 13. Anne Dundas                              | 26. Henry Dundas, I visconte Melville |  |  |       |  |  |                                       |  |  |                                          |  |
|                                              |                    | 13. Anne Dundas                              | 27. Elizabeth Rennie                  |  |  |       |  |  |                                       |  |  |                                          |  |
| 3. Louisa Drummond                           |                    | 13. Anne Dundas                              |                                       |  |  |       |  |  |                                       |  |  |                                          |  |
|                                              |                    | 14. Robert Hay-Drummond, X conte di Kinnoull | 28. Robert Hay Drummond               |  |  |       |  |  |                                       |  |  |                                          |  |
|                                              |                    | 14. Robert Hay-Drummond, X conte di Kinnoull | 28. Robert Hay Drummond               |  |  |       |  |  |                                       |  |  |                                          |  |
|                                              |                    | 14. Robert Hay-Drummond, X conte di Kinnoull | 29. Henrietta Auriol                  |  |  |       |  |  |                                       |  |  |                                          |  |
| 7. Henrietta Hay-Drummond                    |                    | 14. Robert Hay-Drummond, X conte di Kinnoull |                                       |  |  |       |  |  |                                       |  |  |                                          |  |
|                                              |                    | 15. Sarah Harley                             | 30. Thomas Harley                     |  |  |       |  |  |                                       |  |  |                                          |  |
|                                              |                    | 15. Sarah Harley                             | 30. Thomas Harley                     |  |  |       |  |  |                                       |  |  |                                          |  |
|                                              |                    | 15. Sarah Harley                             | 31. Anne Bangham                      |  |  |       |  |  |                                       |  |  |                                          |  |
|                                              |                    | 15. Sarah Harley                             |                                       |  |  |       |  |  |                                       |  |  |                                          |  |